# Ocaria aholiba
Ocaria aholiba is een vlinder uit de familie van de Lycaenidae. De wetenschappelijke naam van de soort werd als Thecla aholiba in 1867 gepubliceerd door William Chapman Hewitson.

## Synoniemen
- Thecla odinus Godman & Salvin, 1887
- Thecla alihoba Staudinger, 1894
- Thecla aritides Schaus, 1902